# Rassemblement pour le Mali

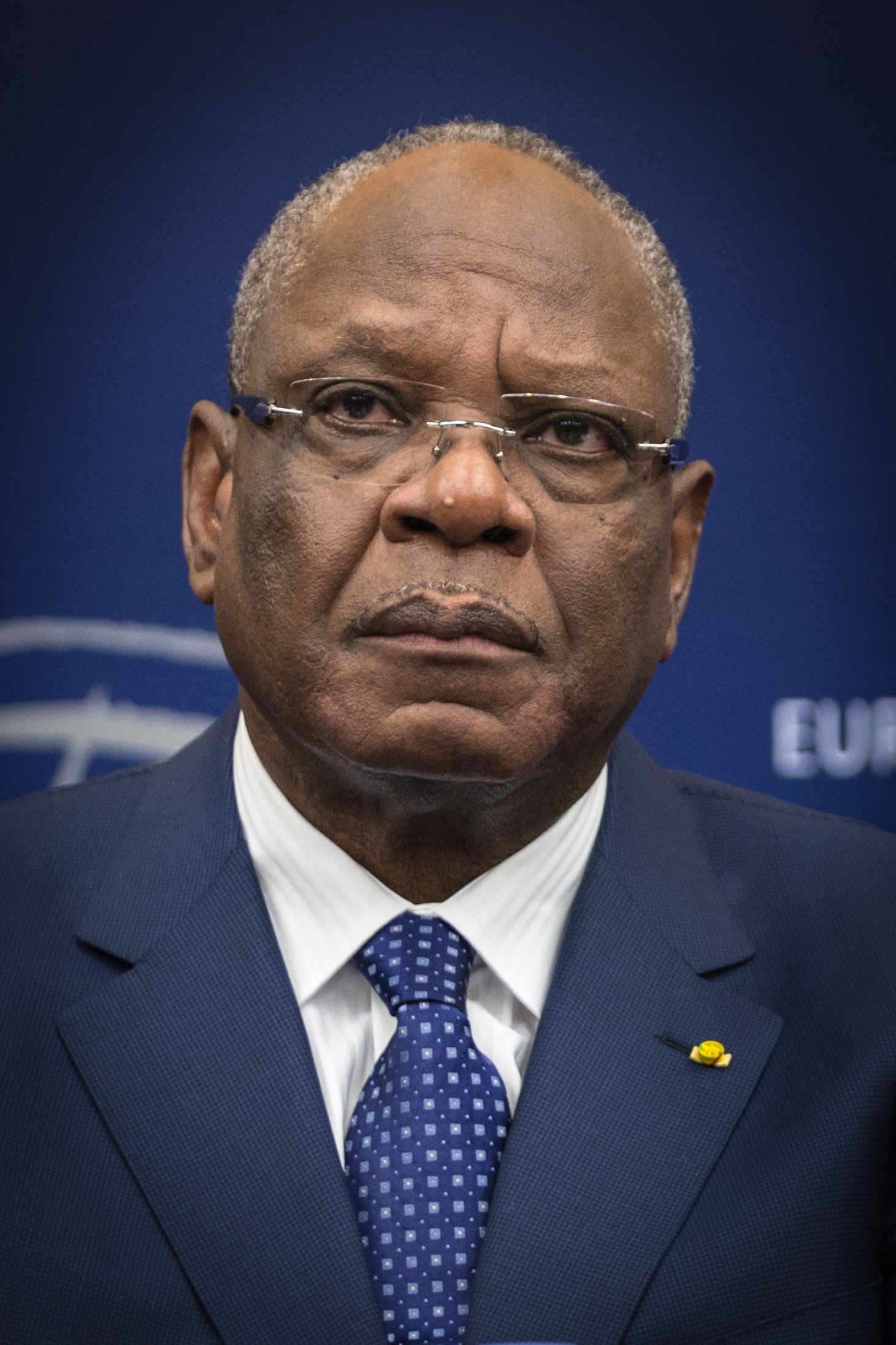
Ibrahim Boubacar Keïta, Gründer der Partei und ehemaliger Präsident Malis.

Die Bewegung für Mali (fr. Rassemblement pour le Mali) ist eine von Ibrahim Boubacar Keïta im Juni 2001 gegründete politische Partei in Mali. 
Die Rassemblement pour le Mali ist Vollmitglied der Sozialistischen Internationale, ihr Symbol ist der Weber.

## Geschichte
Im Oktober 2000, trat Ibrahim Boubacar Keïta, der ehemalige Premierminister Malis, aus der Partei des amtierenden Präsidenten Alpha Oumar Konaré der Alliance pour la Démocratie en Mali-Parti Pan-Africain pour la Liberté, la Solidarité et la Justice (ADEMA-PASJ) zurück, über die er bis 1994 den Vorsitz innehatte. Mit Hilfe von Aktivisten und Führungskräften gründete Keïta im Februar 2001 die Bewegung Alternative 2002 um erneute Kandidatur als Präsident möglich zu machen. Die Rassemblement pour le Mali folgte im Juni.
In der ersten Wahlrunde im April 2002 landete Keïta mit 21,04 % der Stimmen hinter dem offiziellen Kandidaten der ADEMA-PASJ, Soumaïla Cissé, und dem Gewinner Amadou Toumani Touré.
Zusammen mit dem Congrès national d’initiative démocratique (CNID) und der Mouvement patriotique pour le renouveau (MPR), war die Rassemblement pour le Mali Teil der Espoir 2002-Koalition für die Parlamentswahlen 2002. Nach diesen Wahlen, wurde die Rassemblement pour le Mali mit 45 Abgeordneten zweitgrößte Partei Malis.
Die Bewegung gewann rund 13 % der Stimmen der Kommunalwahlen am 30. Mai 2004.
Im Januar 2007 war Keïta erneut designierter Spitzenkandidat für die Malische Präsidentschaftswahl 2007. Bei der Wahl erreichte er mit 19,15 Prozent der Stimmen den zweiten Platz hinter Touré.
Die RPM gewann als Teil der Opposition Front pour la démocratie et la république (FDR), 11 von 147 Sitzen in den Malischen Parlamentswahlen 2007.
Aus den Wahlen 2013 ging die Partei als Sieger hervor, als Mali nach einem Militärputsch zur Demokratie zurückgekehrt war.

## Endnoten
1. ↑  List of Socialist International member parties
2. ↑  "IBK investi par son parti candidat à l’élection présidentielle prochaine au Mali" (Memento des Originals vom 5. August 2007 im Webarchiv archive.today)  Info: Der Archivlink wurde automatisch eingesetzt und noch nicht geprüft. Bitte prüfe Original- und Archivlink gemäß Anleitung und entferne dann diesen Hinweis., African Press Agency, January 28, 2007.
3. ↑  "Présidentielle au Mali: la Cour constitutionnelle valide la réélection de Touré", AFP (Jeuneafrique.com), May 12, 2007.
4. ↑  "Mali: Résultats définitifs des Législatives - l'Adéma/PASJ perd dans trois localités", Les Echos (allAfrica.com), August 13, 2007.